# 中华人民共和国对外文化联络委员会
中华人民共和国对外文化联络委员会，简称“对外文委”，是中华人民共和国国务院主管对外文化的联络工作的国务院组成部门。

## 历史沿革
1949年11月，文化部设立对外文化联络事务局。1951年，该局改由中央人民政府政务院文化教育委员会领导，1955年改名为对外文化联络局（简称文联局）。1958年3月国家对外文化联络局改组为国家对外文化联络委员会（简称对外文委），直属于国务院。主任张奚若，常务副主任兼党组书记张致祥，副主任楚图南、罗俊。1968年撤销。 一九七八年九月国务院决定,对外文化交流工作由文化部归口管理。1981年3月6日第五届全国人民代表大会常务委员会第十七次会议决定恢复设立对外文化联络委员会。1982年5月第五届全国人大常委会第二十三次会议决定对外文委并入文化部。文化部负责全国对外文化交流工作的归口管理，文化部对外文化联络局是文化部履行上述职责的外事工作机构。

## 机构设置
- 办公厅
- 宣传司
- 苏联东欧司
- 亚洲司
- 西亚非洲司

### 直属高等学校
- 北京第二外国语学院

## 历任负责人
- 赵沨（1949-）